# Nakanawan
Nakanawan (Nakahanawan), naziv za jedno indijansko pleme kojega spominje James Mooney čiji je informant bio neki Caddo Indijanac iz 1870.-tih godina. Taj informant kasnije je rekao Johnu Reedu Swantonu da je Nakanawan drugo ime za pleme Hainai, ali Swanton vjeruje kako se ime odnosi na neko pleme koje su Hainai apsorbiraki. 
Po svemu sudeći hainai su asimilirali nekoliko nadvladanih caddoanskih plemena. Swanton nadalje sugerira da su nazivi Hacanac, Lacane, Nacachau, Nacau, Nacaniche, Nacono i Nakanawan bili fragmenti jednog caddoanskog plemena.